# Kondoraphe kiyokoae
Kondoraphe kiyokoae é uma espécie de gastrópode  da família Poteriidae.
É endémica de Micronésia.